# Haggerston
Haggerston – dzielnica Londynu, w Wielkim Londynie, leżąca w gminie Hackney. W 2011 roku dzielnica liczyła 13 904 mieszkańców. Haggerston jest wspomniana w Domesday Book (1086) jako Hergotestane.